# 蒲宗孟
蒲宗孟（？—？），字传正，阆州新井人，北宋官員。父閬中太常丞蒲師道。其妹為周敦颐之妻。

## 生平
皇佑五年（1060年）进士，授夔州观察推官，熙寧元年，擔任著作佐郎。後任集贤殿校勘。神宗赏赐他官服上佩戴金鱼。歷官尚书左丞，再升为资政殿学士。元豐六年（1083年），因荒于酒色，罢知汝州。晚年出任豪州、杭州、郓州知府，“为政惨酷，虽微罪，亦断其足筋”。元佑四年（1089年），御史劾宗孟为政惨酷，改知號州。性侈靡，每日宴饮要杀猪羊各十只，又點燃烛火三百根。七年，移知永興軍，不久改知大名府，因疾前往河中，卒於河中。諡恭敏。蒲宗孟常告诫子弟：“寒可无衣，饥可无食，书不可一日无。”有文集、奏議七十卷。

## 家族
- 高祖：蒲茂璘，后蜀彭州判官
- 曾祖：蒲潁，贈太子少保
- 曾祖母：鮮于氏，追封大寧郡夫人
- 祖：蒲伸，先贈大理寺評事、后加贈太子少傅
- 祖母：陳氏，追封奉先縣太君、蜀郡夫人
- 繼祖母：朱氏，壽昌縣太君、追封閬中郡夫人
- 父：蒲師道，終官太常寺丞、管勾河東路經略安撫使司機宜文字、累贈太子少師，太師、追封衛國公
- 母：陳氏，延福縣君、追封潁川郡夫人
- 姊：蒲氏，靜安縣君、適太子中舍蘇不欺
- 妻：陳氏，封河東郡夫人
- 妹夫：周敦頤

## 延伸阅读
[在维基数据编辑]
 《宋史·卷328》，出自脱脱《宋史》